# Linia kolejowa Sonda – Aseri
Linia kolejowa Sonda – Aseri – dawna linia kolejowa o długości 13 km, łącząca estońskie miejscowości Sonda i Aseri w prowincji Virumaa Wschodnia. Funkcjonowała w latach 1900–97.
Linia została wybudowana w 1900 roku, by połączyć Aseri i znajdującą się w nim fabrykę cementu z główną linią Tallinn – Narwa. Ruch towarowy odbywał się do 1997 roku, kiedy została zamknięta do renowacji. W międzyczasie cześć linii została rozkradziona na złom. Ostatecznie linię rozebrano w 2000 roku.
Obecnie planuje się odbudowanie linii w związku z rozbudową portu w Aseri.